# Grêmio Esportivo Brasiliense
El Grêmio Esportivo Brasiliense fue un equipo de fútbol de Brasil que jugó en el Campeonato Brasiliense, la primera división del Distrito Federal de Brasil, del cual fue uno de los equipos fundadores.

## Historia
Fue fundado en 1958 y reconstruido el 26 de marzo de 1959 en el municipio de Núcleo Bandeirante y ese mismo año fue uno de los equipos que participó en la primera edición del campeonato Brasiliense, también siendo el primer equipo campeón estatal en la historia luego de vencer en la final al Clube de Regatas Guará. También es considerado como el primer equipo de fútbol de Brasilia desde su fundación.
El club se mantuvo activo en el Campeonato Brasiliense hasta 1965, luego estuvo inactivo por tres años y regresó a la competición en 1969, logranso gana su segundo título estatal en 1970 venciendo fácilmente al Sociedade Esportiva Serveng Civilsan en la final. Tres años después el club paraliza sus operaciones, retornando en 1976, jugando dos temporadas más en el Campeonato Brasiliense hasta 1978 cuando les es revocada su licencia de competición y pasa a ser un club social.
El club termina desapareciendo en 2014 luego de obtener el título interclubes de Brasilia.

## Palmarés

### Estatal
- Campeonato Brasiliense: 2

1959, 1970

### Municipal
- Campeonato Municipal de Brasilia: 1

2014